# Olivier van Châtillon
Olivier van Châtillon (circa 1387 - Avesnes, 28 september 1433) was van 1404 tot aan zijn dood graaf van Penthièvre en burggraaf van Limoges. Hij behoorde tot het huis Châtillon.

## Levensloop
Olivier was de oudste zoon van Jan I van Châtillon, graaf van Penthièvre, en Marguerite van Clisson, dochter van de Bretonse edelman Olivier V de Clisson. In 1404 volgde hij zijn vader op als graaf van Penthièvre en burggraaf van Limoges.
Via zijn vader had Olivier eveneens aanspraken op het hertogdom Bretagne, waarvoor hij zijn hele leven lang streed. Zo bezette hij het gefortificeerde kasteel van La Roche-Suhart in Trémuson, dat uiteindelijk ingenomen werd door de troepen van hertog Jan V van Bretagne. Nadat Olivier Jan V in 1420 korte tijd ontvoerd had, werden zijn gebieden in Goëlo door de hertog van Bretagne geconfisqueerd. Omdat hij dreigde vervolgd te worden door zijn vijanden, besloot Olivier zich terug te trekken in het burggraafschap Limoges, van waaruit hij naar Henegouwen wilde vluchten. Op weg naar Henegouwen werd hij echter gearresteerd door markgraaf Bernhard I van Baden, waarna hij aan Jan V overgeleverd werd. Na het betalen van 30.000 goudstukken werd Olivier vrijgelaten, waarna hij zich terugtrok in zijn landerijen in Avesnes.
In september 1433 stierf Olivier van Châtillon. Omdat hij geen wettige nakomelingen had, werd hij opgevolgd door zijn jongere broer Jan.

## Huwelijken en nakomelingen
Op 22 juli 1406 huwde hij in Arras met Isabella (1395-1412), dochter van hertog Jan zonder Vrees van Bourgondië. Het huwelijk bleef kinderloos.
In 1428 huwde hij met zijn tweede echtgenote Johanna (overleden in 1467), dochter van heer Simon IV van Lalaing. Ook dit huwelijk bleef kinderloos.
Olivier had eveneens twee buitenechtelijke kinderen:
- Vaudru
- Margaretha (1420-1484), gehuwd met Brandélis de Caumont